# マニラの戦い (1762年)
マニラの戦い（マニラのたたかい、英語: Battle of Manila）は七年戦争中の1762年9月24日から10月6日まで、グレートブリテン王国とスペイン王国のフィリピンの首都マニラおよびその周辺における戦闘。イギリスが勝利し、当時スペインの植民地だった同地を短期間占領した。

## 戦闘まで
イギリス政府はウィリアム・ドレイパー大佐のフィリピン島侵攻計画を許可し、カスカート・グラント大尉が指揮するシーホース号をマニラ行きの船の拿捕に送り出した。テディンソン准将率いるイギリス艦隊の先鋒は7月21日にマドラスから出港、残りはサミュエル・コーニッシュ准将とドレイパー大佐が率いて8月1日に出発した。旗艦はノーフォーク号だった。
この8隻の戦列艦、3隻のフリゲート、4隻の貨物船を含むイギリス艦隊には6839人の正規軍、海員、海兵隊が乗っていた。。
マニラの守備はフィリピン総督に任せられた。陸軍の指揮官はドン・ミゲル・デ・バルデス、砲手の指揮官はドン・フェリクス・デ・エギルクス中将とヴィラ・メディナ侯爵だった。

## 戦闘
コーニッシュの艦隊は9月23日にマニラ湾に到着し、マニラから2マイル南のところで上陸した。次の日、632人の海兵隊が上陸、さらに25日にサン・アントニオ・アバド要塞を占領した。
イギリスが偵察隊を派遣した結果マニラの要塞が全く完成していなかったことがわかった。溝はできておらず、通路は老朽化、斜堤は低すぎ、外塁の一部には大砲がなかったという。
9月30日、携帯シャベルを積載したイギリス輸送艦が到着したが強風で岸近くまで移動した。イギリスにとっては幸運なことに、この輸送艦がドレイパーの軍営の後ろで擱座したことで、フィリピンの大軍が後ろから襲撃することを防いだ。また、海上で数日間漂流するより擱座したほうがほかの軍艦の通行を妨げなかった:44。
10月1日に再び強風が吹き、上陸軍とイギリス艦隊の連絡が断たれた。4日の朝、1000人のパンパンガ族がイギリス軍を攻撃したが300人の損害を出して撃退された。この失敗の後、パンパンガ族は1800人を除いてマニラ市を放棄した。穴だらけになったマニラの守備はイギリスに容易く破られ、ラッセル中尉は10月6日に城壁の穴からマニラに侵入した。
総督代行のマニラ枢機卿マヌエル・ロホ・デル・リオ・イ・ヴィエイラはこれ以上死傷者数が徒に増えることを防ぐために降伏した:51–54。

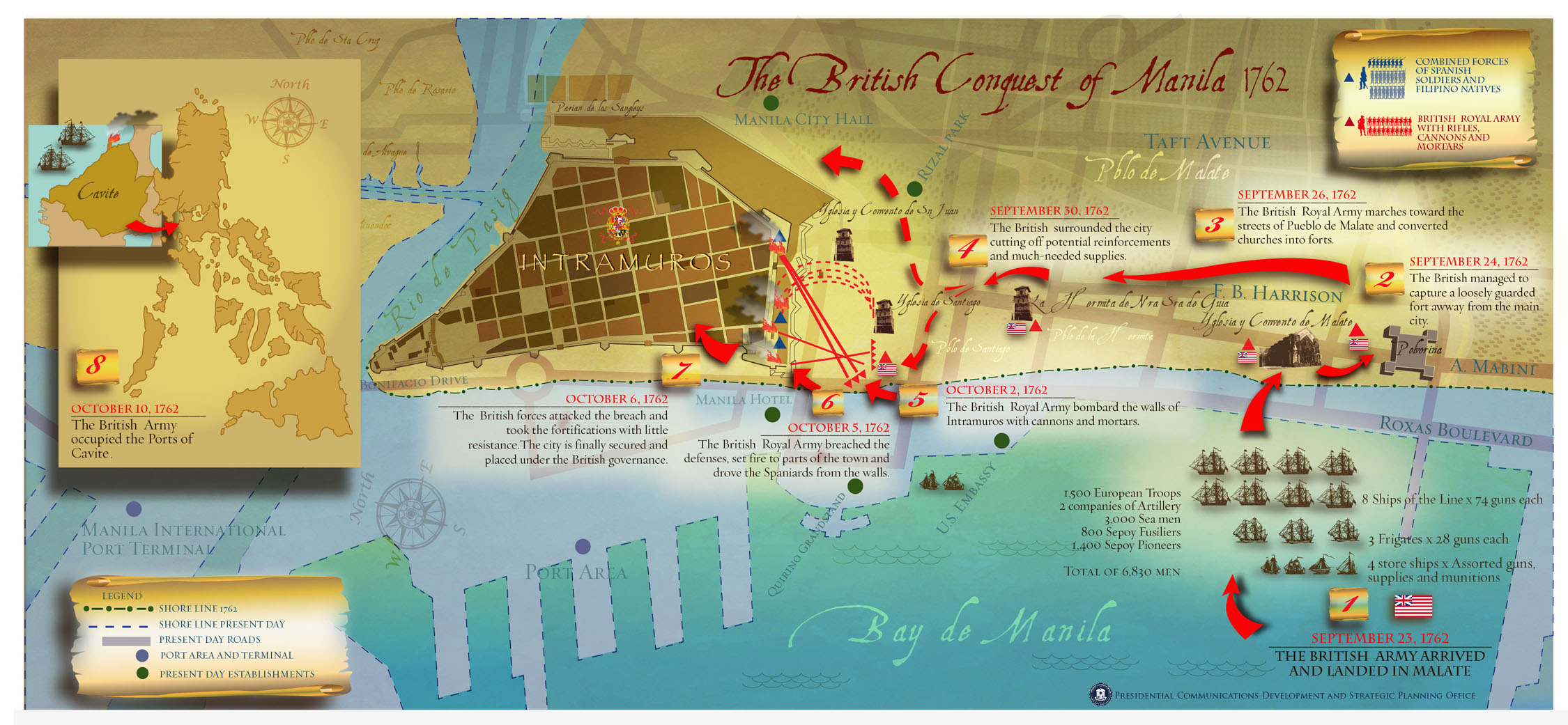
1762年のイギリスによるマニラ征服の地図[7]。
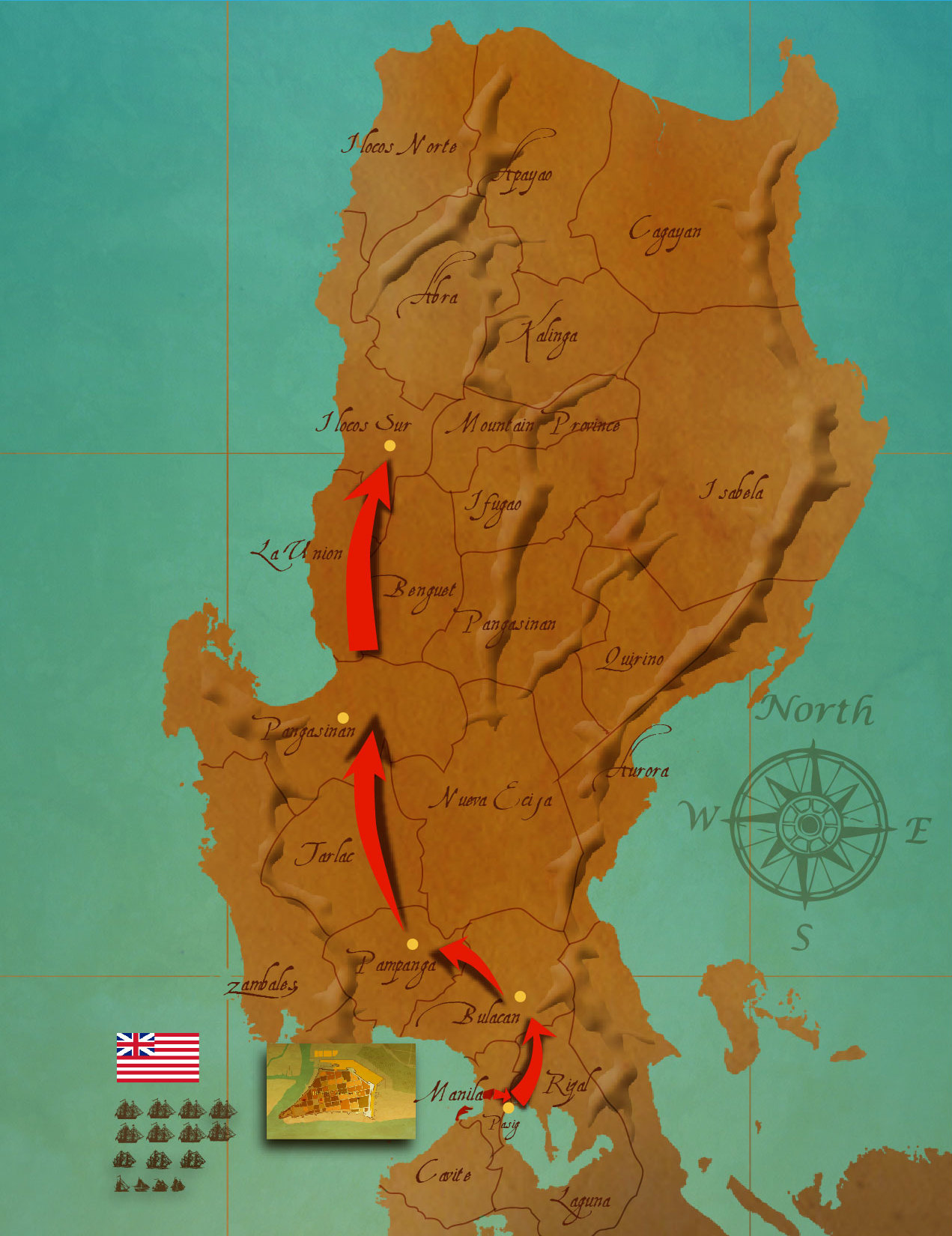
マニラ占領中、イギリス軍のルソン島北部に向けた動き[7]。

## その後
イギリスの指揮官たちは賢明にもマニラを略奪しなかったが、軍政を敷かない代わりに4百万ドルの賠償金を要求した。この莫大な賠償金でフィリピン群島は富裕なマニラとともに衰退した。
イギリスはスペインと和約を結ぶまでマニラを占領したが、マニラ陥落の報せは戦争終結までスペインに届かなかった。スペインはオイドールのドン・シモン・アンダ・イ・サラザールをブラカンに派遣し、フィリピンをイギリスとそのフィリピンにおける同盟者から再征服した。彼は主にフィリピン人で構成された1万人の陸軍を組織、ホセ・ブストに指揮権を委ねた:49,58。
イギリス東インド会社は文人のドーソン・ドレイクを暫定総督およびマニラ評議会の議長に委任し、陸軍を指揮したフェール少佐をマニラ評議会の議員に委任した:58,60。彼らのフィリピン滞在中、イギリス軍の支配はマニラとカヴィテに限られた。フィリピン人ディエゴ・シランの蜂起に対する援助の約束も守れず、結局彼の蜂起もその後を継いだ妻ガブリエラ・シランもスペイン軍に鎮圧された:58,87,90。
イギリスの遠征はスペイン宝物船の拿捕で報われた。イギリスが拿捕したフィリピーナ号にはアカプルコ産出の銀がたくさん積まれており、さらに1762年10月2日の海戦で中国からの貨物を積んだサンティシマ・トリニダー号を拿捕した。しかし、コーニッシュが1763年のはじめに東インド艦隊とマドラスへ出航したとき、彼は2百万ポンドの賠償金のうち516,260ドルしかもらっていなかった。残りは為替手形で支払われる予定だったが、結局スペインに踏み倒された:76,81,122。
マニラはその後18か月間イギリスの支配下におかれ、1763年のパリ条約を経て1764年4月にスペインに返還された:57。
1763年4月19日、イギリス議会はドレイパーとコーニッシュへの感謝の動議を可決、コーニッシュを準男爵に叙し、ドレイパーにはバス勲章を授与した:112。